# Stereospermum chelonoides
Stereospermum chelonoides (sánscrito: "पाटल") es una especie de pequeño árbol que se encuentra en la India, Sri Lanka, Nepal a Indochina.

## Propiedades
S. chelonoides es una planta importante usada como medicamento ayurveda en la India.

## Taxonomía
Stereospermum chelonoides fue descrita por (L.f.) DC.  y publicado en Bibliotheque Universelle de Geneve 17: 124. 1838.
Sinonimia
- Bignonia chelonoides L.f.
- Bignonia gratissima K.D.Koenig ex DC.
- Bignonia suaveolens Roxb.
- Heterophragma chelonoides (L.f.) Dalzell & Gibs.
- Heterophragma suaveolens (Roxb.) Dalzell & Gibs.
- Hieranthes fragrans Raf.
- Spathodea suaveolens (Roxb.) Benth. & Hook.f.
- Stereospermum suaveolens (Roxb.) DC.
- Tecoma suaveolens (Roxb.) G.Don[2][3]